# 八都镇 (吉水县)
八都镇，是中华人民共和国江西省吉安市吉水县下辖的一个乡镇级行政单位。

## 行政区划
八都镇下辖以下地区：
八都社区、龙城社区、万石村、上白沙村、下白沙村、宏溪村、中村、住歧村、金塘村、城元村、长龙村、院背村、南溪村、兰花村、江背村、太山村、大陂上村、竹塘村、大井村、银村、毛家村、东坊村和白竹坪园艺场生活区。

## 交通
- 京九铁路：八都站